# Trolejbusy we Lwowie
Trolejbusy we Lwowie − system komunikacji trolejbusowej działający we Lwowie. 

## Historia
Trolejbusy we Lwowie uruchomiono 27 listopada 1952 roku na trasie Dworzec kolejowy - pl. Mickiewicza. Początkowo zajezdnią dla trolejbusów była zajezdnia tramwajowa nr 1, ale 16 sierpnia 1964 roku otwarto zajezdnię trolejbusową nr 1 przy ul. Аrtemа. 1 września 1971 roku zamknięto trasę trolejbusową w ulicy Lenina, a 1 sierpnia 1972 roku linię do dworca kolejowego.

## Linie
W 2020 roku we Lwowie jest 10 linii trolejbusowych:
- 22: Uniwersytet - Główny Dworzec Autobusowy
- 23: Główny Dworzec Autobusowy - ul. Rzeszowska
- 24: ul. Szota Rustaweliego - Święta Barbara
- 25: Dworzec Autobusowy - ul. Szota Rustaweliego
- 27: pl. Kropiwnickiego - Stacja Skniłów
- 29: Uniwersytet - Port Lotniczy
- 30: Uniwersytet - ul. Rzeszowska
- 31: ul. Szota Rustaweliego - Cmentarz/Szpital Pulmonologiczny
- 32: Uniwersytet - ul. Subotiwska
- 33: ul. Hrinczenki - pl. Jana Podkowy

## Tabor
W czerwcu 2020 roku we Lwowie sprawnych było 70 trolejbusów.
| Typ Trolejbusu | Zdjęcie | przewóz osób na wózkach | Liczba egzemplarzy |
| -------------- | ------- | ----------------------- | ------------------ |
| LAZ-E183D1     |         | T                       | 2                  |
| Ełektron T19   |         | T                       | 48                 |
| Škoda 14Tr     | \|      |                         | 20                 |